# Khewra
Khewra (en ourdou : کھیوڑہ) est une ville située dans le district de Jhelum de la province du Pendjab pakistanais,.
La ville est notamment connue pour la mine de sel de Khewra située à proximité. Elle compte également une gare, étant reliée par une voie de chemin de fer à la gare de jonction de Malakwal.
La population de la ville a été multipliée par plus de deux entre 1972 et 2017 selon les recensements officiels, passant de 15 004 habitants à 34 428. Entre 1998 et 2017, la croissance annuelle moyenne s'affiche à 1,1 %, bien inférieure à la moyenne nationale de 2,4 %. Selon le recensement de 2023, la population de la ville monte à 36 552 habitants.
|            | 1972 (rec.) | 1981 (rec.) | 1998 (rec.) | 2017 (rec.) | 2023 (rec.) |
| ---------- | ----------- | ----------- | ----------- | ----------- | ----------- |
| Population | 15 004      | 19 083      | 27 826      | 34 428      | 36 552      |